# Polgár Ernő
Polgár Ernő (Bácsalmás, 1954. január 27. – Brunei, 2018. október 28.) Radnóti-díjas, Nagy Lajos-díjas, lovagkereszttel kitüntetett magyar író, irodalomszervező, szerkesztő, dramaturg, művelődéstörténész.

## Pályafutása
Csupity Ernő néven Bácsalmáson született, s 1972-ben ott érettségizett a Hunyadi János Gimnáziumban. Anyai ágon nagyszülei székelyek: Széki Forró János leszármazottai, apai nagyanyja magyarországi német, nagyapja bunyevác. Könyvtáros, majd a Színház- és Filmművészeti Főiskolán dramaturg diplomát szerzett. 1972–1976 között könyvtáros az Országos Széchényi Könyvtárban, azután szerkesztő a Magyar Rádióban. Majd az Országgyűlési Könyvtár munkatársa, azután a Magyar Iparművészeti Múzeum megbízott könyvtárvezetője volt.
1979-től a Madách Színház dramaturgja, 1997–98-ban a Színház- és Filmművészeti Főiskola tanulmányi vezetője. Gyermektudósítóként kezdett írni a Petőfi Népének. Az Albérlősors című, feltűnést keltő irodalmi szociográfiáját 1975-ben a Budapest folyóiratban közölték. 1981-ben MTA-, 1994-ben Soros-, 1998-ban Pro Renovanda Cultura Hungariae-ösztöndíjas. 1998-tól szabadfoglalkozású író. 2000–2003-ban a Blue Shop Online galéria és digitális kiadó vezetője. A www.hun-info.hu online hírügynökség felügyelő bizottságának elnöke. 2002-től a Magyar Írószövetség Prózai Szakosztályának titkára majd elnöke volt, 2004-től a Szépírók Társasága tagja, s az Újlipótvárosi esték (Újlipótvárosi Klub Galéria), a Találkozások és a Frankel esték című irodalmi programokat vezette.Tagja a Magyar P.E.N. Klubnak, a – régi nevén – Magyar Alkotóművészek Országos Egyesületének (MAOE). Pályáját a magyar Wikipédia oldalon kívül az angol, a német, az olasz és más nyelvű Wikipédia oldalak ismertetik. Műveit angol, német és olasz nyelvre fordították. További művei angol, holland, olasz és svéd műfordításai készültek. A XX. század, ahonnan érkeztünk c. regényt angolra, Az Istenek szigete c. regényt angolra a Civilizációk nyomában (A Neander völgyön át az internetig) c. kötetet olaszra, a Káma szolgája c. regényt svéd nyelvre fordították. 
A HIT (Humanista Írók Társasága) elnöke: A BIMA Barankovics Izraelita Műhely alelnöke. 2017-ben irodalmi Nobel-díjra jelölték a 2018-as évre. 2018-tól Borneó szigeteki alkotóházában, Brunei államban élt.

## Főbb művei
- 1983 – Hullámsír, Hazatérők, Ady (drámák) (Az Ady c. drámát bemutatta a Budapesti Gyermekszínház)
- 1985 – Túl az Egyenlítőn (dráma) (bemutatta a Madách Színház)
- 1991 – Randevú Bangkokban, Elítéltek, Tűzjárók (drámák)
- 1994 – Isten madárkái (film)
- 1992 – A sárga csillagok nyomában (szociográfia)
- 1994 – Légy a feleségem! (elbeszélések)
- 1994 – A Philemon fedélzetén a világ körül (útleírás)
- 1994 – Lótuszvirág (Távol-keleti történetek)
- 1997 – A sárga csillagok nyomában – Gettó a Délvidéken (2. bőv. kiadás)
- 1998 – Egy asszony második élete (tényregény)
- 1999 – Szerelmek (regény)
- 2000 – A Szent István parki fák (elbeszélések)
- 2000 – Színészek és színésznők bűvöletében (esszéregény)
- 2001 – Civilizációk nyomában (kultúrtörténet)
- 2001 – Az iszlám világ titkai CD-ROM (kultúrtörténet)
- 2002 – Az istenek szigete (regény)[8]
- 2002 – Tengerek és szárazföldek bűvöletében (esszé, digitális kiadás)
- 2003 – Káma szolgája (regény)[9]
- 2004 – Halálos csók (elbeszélések)[10]
- A tenger hangja. Regény; 3BT, Bp., 2008

### Életműkiadás keretében megjelent
- 2003 – Káma szolgája (regény)[9]
- 2005 – Hogyan lettem anya. Magzatbeültetés, örökbefogadás, dajkaanya. Dokumentumregény; 3BT, Bp., 2005 (Polgár Ernő prózai művei)[11]
- 2005 – A kultúrák eredete és ősképei. Bevezetés a mítoszok és a szimbólumok világába (kultúrtörténet)[12]
- 2006 – Kleopátra vitorlása. Gasztronómiai utazások (kultúrtörténet)[13]
- 2006 – Egy asszony második élete (tényregény 4. jav. kiadás)[14]
- 2007 – Nomádok vágtája (elbeszélések)[15]
- 2007 – Az iszlám világ titkai (kultúrtörténet 2. javított kiadás)[16]
- 2008 – Óceánia (kultúrtörténet)[17]
- 2009 – A gyertya becsukta szemét, Mama! (dokumentumregény)[18]
- 2009 – India és más világok! (kultúrtörténet)[19]
- 2010 – „Zsidók, kotródjatok!” Száműzetés Babilonba
- 2011 – Gasztronómia-történeti ABC (kultúrtörténet)
- 2012 – facebook love (chatregény)
- 2012 – Száműzetés Babilonba (Fejezetek a zsidó nép életéből és szokásaiból) (regény)
- 2013 – Indiai Dekameron (regény)
- 2013 – Újlipótvárosi séták Emléktáblák nyomában (kultúrtörténet)
- 2014 – Isten madárkái (Válogatott írások)
- 2015 – KOROK-DÍSZLETEK-EMBEREK (Évezredek kultúrája)

Online közreadások is megjelennek az életműkiadás keretében
- 2010 – Újlipótvárosi séták (kultúrtörténet)[21]
- 2012 – Indiai Dekameron (regény) online kiadás[22]
- 2012 – A XX. század, ahonnan érkeztünk[23]
- 2013 – Tengerek és szárazföldek bűvöletében (útirajzok) online kiadás[24]
- 2013 – Isten madárkái (válogatott írások) online kiadás[25]
- 2013 – Korok – díszletek – emberek Évezredek kultúrája (válogatott írások) online kiadás[26]
- 2013 – Száműzetés Babilonba – Fejezetek a zsidó nép életéből és szokásaiból[27]
- 2014 – Holocaust – Gettó a Délvidéken[28]
- 2014 – Zsidó (Dráma)
- 2014 – Jenseits und Diesseits der irdische Bühne[29]
- 2015 – LE ORIGINI E LE IMMAGINI PRIMORDIALI DELLE CULTURE (olasz kiadás)[30]
- 2015 – Saloon Clotilde (angol kiadás)[31]
- 2016 – Sulle orme delle civiltà – Camminata attraverso la Valle di Neander fino all'Internet (Traduzione di Kati Szász)[32]
- 2017 – "Itt születtem, ez a hazám!…" : Fejezetek Bácsalmás történetéből (regény)[33]
- 2017 – Különös utazás Tudományos-fantasztikus regény[34]
- 2017 – A nő Tudományos-fantasztikus regény[35]
- 2017 – Amori (Romanzo) Ford. Kati Szász[36]

E-könyvek
Kötetek

### Művei antológiákban
- The Hungarian School of Drama and Film In: Scenes of Hungarian Theatres (International Theatre Institute, Budapest, 1984)
- Huszonöt év után In: A Bácsalmási Hunyadi János Gimnázium évfordulós évkönyve 1953–1993 (Bácsalmás, 1993)
- Antológia 2000 Millenniumi kiadás, Alterra Svájci–Magyar Könyvkiadó Kft. Budapest 2000
- Az ördög képviselője In: Angyalföldi antológia (Budapest, 2001)
- "A Lyukasóra tíz éve (Antológia) DVD Szerk. Polgár Ernő Bp., 2001[39]
- Múltbanéző Gondolatok az 50 éves évforduló kapcsán In: A bácsalmási Hunyadi János Gimnázium 50 éves jubileumi évkönyve 1953–2003 (Bácsalmás, 2003)
- A büntetőbíró, Rilke gazdája In: Napragyogás. Lírykusok Irodalmi Műhely Antológiája (Budapest, 2003)
- Sors In: A felvidéki magyarok Bácsalmásra telepítésének igaz története (1947–1997) (Bácsalmás, 1997)
- Lectori salutem! In: Bácsalmás város zsidó közösségének története 1750–1950 (Szerk. dr. Horváth Zoltán) (Bácsalmás, 2006)
- Monológ In: Az esti tűznél találkozunk. A Nagy Lajos Társaság antológiája. (Budapest, 2007)
- Bartók Párizsban In: Légyott. A spanyolnátha antológiája (Miskolc, 2007)
- Nagyon rövid leszek… In: Újraolvasott negyedszázad (Budapest, 2007)

## A Magyar Rádióban – A Rádiószínházban végzett tevékenysége
- Robert Desnos: Fantomas balladája c. hangjátékban Bozó László főrendező munkatársa volt. Közreműködtek: Bessenyei Ferenc, Bárdy György, Gábor Miklós, Koncz Gábor, Kállai Ferenc, Moór Marianna, Váradi Hédi, Csákányi László. Orgonán: Balassa P. Tamás. Dramaturg: Mesterházi Márton)
- 1976. december 27-én a Magyar Rádió Iránytű – Szórakoztató magazin világjáróknak és otthonülőknek c. műsorában közvetítették a Kreml c. kishangjátékát a szerző Világhírű úticélok c. sorozatában. Szerkesztő: Zoltán Péter, rendező: Orbán Tibor.
- 1977. január 9-én a Magyar Rádióban A világgá ment holdvilág Török Tamás mesejátékában a rendező munkatársa volt.
- 1977. január 12-én a Magyar Rádió Iránytű Szórakoztató magazin világjáróknak és otthonülőknek c. műsorában közvetítették A párizsi Rodin Múzeum c. kishangjátékát. Rodin hangja: Ráday Imre.
- 1977. 15-én A Magyar Rádióban Balzac: Pajzán históriák c. háromrészes hangjátékában Bozó László főrendező munkatársa volt, Gelléri Ágnessel közösen. A kvadrofon felvétel közönség jelenlétében készült Kaposy Miklós szerkesztésében.
- 1977. április 1-én a „Fészek esték” sorozatban a Magyar Rádió Humorról humorra Tabi László szerzői estjén Siklós Olga rendező munkatársa volt. Szerkesztő: László György
- 1977. május 19-én a Magyar Rádió Iránytű Szórakoztató magazin világjáróknak és otthonülőknek c. műsorában közvetítették a Krakkói Wawel c. kishangjátékát a szerző Világhírű úticélok című sorozatában.
- 1977. május 19-én a Magyar Rádió Moldova György: Mózes hatodik könyve c. hangjátékában Varga Géza rendező munkatársa volt. Dramaturg: Kopányi György.
- 1977. december 26-án a Magyar Rádió Vadölő James Fenomore Cooper regénye rádióváltozatában Bozó László főrendező dramaturgja volt.
- December 27-én a Magyar Rádió Az utolsó mohikán James Fenimore Cooper regénye rádióváltozatában Bozó László dramaturgja volt.
- December 29-én a Magyar Rádió Nyomkereső James Fenimore Cooper regénye rádióváltozatában Bozó László dramaturgja volt.
- 1978. január 1-én a Magyar Rádió Bőrharisnya James Fenimore Cooper regénye rádióváltozatában Bozó László dramaturgja volt.
- A Magyar Rádió Iránytű – Szórakoztató magazin világjáróknak és otthonülőknek c. műsorában elhangzott A párizsi Père Lachaise temető c. kishangjátéka a szerző Világhírű úticélok c. rádiós sorozatában.
- Január 3-án a Magyar Rádió A Préri James Fenimore Cooper regénye rádióváltozatában Bozó László főrendező dramaturgja volt.
- Január 11-én a Magyar Rádió Iránytű- Szórakoztató magazin világjáróknak és otthonülőknek c. műsorában elhangzott A prágai Hradzsin című kishangjátéka a Világhírű úticélok című rádiós sorozatában.
- Március 27-én a Magyar Rádió Iránytű- Szórakoztató magazin világjáróknak és otthonülőknek című műsorában elhangzott A párizsi Notre Dame c. kishangjátéka a Világhírű úticélok című. rádiós sorozatában.
- Június 28-án elhangzott a Magyar Rádió Iránytű – Szórakoztató magazin világjáróknak és otthonülőknek c. műsorában A római Piazza di Spagna c. kishangjátéka a Világhírű úticélok c. rádiós sorozatában.

## A Madách Színházban és a Madách Kamarában közreműködött az alábbi előadásokban
- Jason Miller: A bajnokság éve
- Csehov: Három nővér
- Molnár Ferenc: Doktor úr
- Szabó Magda: Régimódi történet
- Szabó Magda: A meráni fiú
- Szabó Magda: Béla király
- Molnár Ferenc: Játék a kastélyban
- Arbuzov: Kései találkozás
- Friedrich Dürrenmatt: A baleset
- Shakespeare: Sok hűhó semmiért
- Brian Clarc: Mégis kinek az élete?
- Madách: Az ember tragédiája
- Ronald Harwood: Az öltöztető
- Slade: Jövőre, veled, ugyanitt
- Gorkij: Éjjeli menedékely
- Arthur Miller: Pillantás a hídról
- Szép Ernő: Patika
- Achard: A bolond lány
- Beckett Godot-ra várva
- Örkény: Pisti a vérzivartarban
- Polgár András: Kettős helyszín
- Harwood: Az ölzöztető
- Noel Coeard: Alkonyi dal
- Hofi: Hofélia, Élelem bére
- Arnold Wesker: A királynő katonái
- Polgár András: Töltsön egy estét a Fehér Rózsában
- Collin Higgins: Maude és Harold
- Polgár Ernő: Túl az Egyenlítőn
- Békés Pál: A női partőrség szeme láttára
- Dario Fo: Nyitott házasság
- Bernard Slade: Válás Kaliforniában
- A szabin nők elrablása
- John Patrick: Teaház az augusztusi holdhoz
- Zemlényi Zoltán: Hoppárézimi
- Ariel Dorfman: A halál és a leányka
- Graham Green: Utazások nénikémmel

## Fontosabb díjai
- 1981 – MTA-ösztöndíj
- 1994 – Soros-ösztöndíj
- 1995 – Soros-díj
- 1998 – Pro Renovanda Cultura Hungariae-ösztöndíj
- 1999 – IRKA-ösztöndíj
- 2000 – Művészeti Akadémia ösztöndíja
- 2005 – Bácsalmás Városért
- 2005 – Nagy Lajos-díj
- 2007 – A Magyar Köztársasági Érdemrend lovagkeresztje
- 2013 – Életút-díj
- 2014 – Radnóti-dij

## Róla mondták
A Szent István parki fák (Novella, 2000) „finom csiszolatú írói tudással, a nyelv előtti megfelelő alázattal – mely nyelvet mégis magas fokon „dolgoztatni is képes – beszámolni olyasmiről, amiről csak irodalmi beszéd képes”
– Kulcsár Szabó Ernő
„Egy asszony második élete” (Gondolat, 1977) „Dokumentumregénye… izgalmas, megrázó, döbbenetes írás, két ember szövetségének és közös, nagy, reménytelen harcának szívszorító rajza. Azt gondolom, hogy a hatást nem csak az anyag ereje, tragikus sodrása éri el, hanem a megjelenítés módja is, az, hogy minden során érezni a hitelességet.”
– Réz Pál
„Írásaiban valódi-élő alakokat tud teremteni… Az Isten madárkái úgy van megírva, hogy minden mozzanatát az olvasó már most megjelenítve, színpadon láthatja.”
– Tüskés Tibor
Cserényi Rita: Polgár Ernő Életpálya, művei és repertórium in Zsidók kotródjatok! Száműzetés Babilonba Bp., 2010, 449-719. o. ISBN 978-963-9864-10-8

### Műveiről írták
A „Civilizációk nyomában”-ról:
„A könyv alcímét is (A Neander-völgyön át az internetig) elolvasva, felvetődik a magamfajta filoszban: nem kóklerség-e egyszemélyes könyvet írni az emberiség több ezer éves civilizációjáról. Hiszen egy ilyen átfogó mű elkészítése kutatók, szakemberek tucatjait igényli. Polgár Ernő „civilként”, egyedül is képes volt a bravúrra. A szerző „tudástörténeti utazásnak” fogta fel a feladatot: izgalmas olvasmányt produkálva felismerteti a letűnt korok kultúrájának lényegét és evolúciós fejlődését, egymásra hatását. Itt nincs mód az elmélyülésre, az aprólékos részletekre. De ezt nem is hiányoljuk a kötetből. A zanzásított kultúrtörténet is kielégít, sőt ámulatba ejt bennünket.”
– Erős Zoltán RTV
A „Halálos csók”-ról:
„A szerző lényegre törő írásmódjára jellemző, hogy két írás is van a kötetben, – Az első szerelem, World Trade Center – melyben mindössze öt könyvoldalon mondja el az érdekes történetet. A rövidség ellenére, – vagy lehet, hogy éppen ezért – egyéni ízű, remek története.
– Géczy Zsolt a Petőfi Népében
Polgár Ernő prózai munkássága kétirányú: életrajzi ihletésű, a történelembe beleágyazott regényei mellett jelentősek művelődéstörténeti alkotásai is. A legfrissebben megjelent, rendhagyó műfajú kötete a Zsidók, kotródjatok! Száműzetés Babilonba a máig égető identitáskérdést igyekszik a maga számára – ha már általánosan lehetetlen – megoldani, a legkülönfélébb műfajú szövegekkel (szépirodalom, levél, napló, sajtóidézet) Kultúra szervező tevékenysége élteti többek között A könyv utóélete című sorozatot is. (Szepes Erika) https://web.archive.org/web/20140827030145/http://www.szepiroktarsasaga.hu/tagjaink/Polg%C3%A1r_Ern%C3%B4
…művei legjavában a Márai által ábrázolt polgárság egy fontos szegmensének 20. századi sorsát követi nyomon. (Dalos György)
https://web.archive.org/web/20140827030145/http://www.szepiroktarsasaga.hu/tagjaink/Polg%C3%A1r_Ern%C3%B4
RÓLA ÍRT MONOGRÁFIA
Cserényi Rita: Polgár Ernő (Irodalmi pályája) Bp., 2016